# Древнерусская миниатюра в Государственном историческом музее
«Древнерусская миниатюра в Государственном историческом музее» — серия комплектов цветных открыток, которые воспроизводят избранные иллюстрации рукописных книг, хранящихся в отделе рукописей Государственного исторического музея (Москва). Каждый комплект состоит из 16-ти открыток, отпечатанных на мелованной бумаге и подобранных в номерные тематические выпуски.
Серия выпускалась издательством «Изобразительное искусство» в Москве с 1979 года. Тираж каждого выпуска — 35 000 экземпляров, тираж выпуска 9 - 17 000 экземпляров

## Список выпусков
- Выпуск 1 (I). Труд и быт. Комплект из 16 открыток. (1979)
- Выпуск 2 (II). Баталии. Комплект из 16 открыток. (1979)
- Выпуск 3 (III). Наука и просвещение. Комплект из 16 открыток. (1980)
- Выпуск 4 (IV). Архитектура. Комплект из 16 открыток. (1981)
- Выпуск 5 (V). Городская жизнь. Комплект из 16 открыток. (1981)
- Выпуск 6 (VI). П. Крекшин. История Петра I. Комплект из 16 открыток. (1982)
- Выпуск 7 (VII). Житийная повесть об Антонии Сийском. Комплект из 16 открыток. (1983)
- Выпуск 8 (VIII). Лицевой летописный свод. Комплект из 16 открыток. (1984)
- Выпуск 9 (IX). Букварь Кариона Истомина. Комплект из 16 открыток. (1988)